# Distretto di Huangzhou
Il distretto di Huangzhou (黄州区S, Huángzhōu QūP) è un distretto della Cina, situato nella provincia di Hubei e amministrato dalla prefettura di Huanggang.